# Белнап, Анна
А́нна Си Белна́п (англ. Anna C. Belknap; 22 мая 1972, Дамарискотта, Мэн, США) — американская актриса

. Она наиболее известна по роли Детектива Линдси Монро-Мессер в «C.S.I.: Место преступления Нью-Йорк».

## Ранние годы
Анна Си Белнап родилась 22 мая 1972 года в Дамарискотте (штат Мэн, США) в семье Дэвида и Луиз Белнап. Сестра Джордана и Кристофера Белнап.
Она училась в Академии Линкольна в Ньюкасле, штат Мэн.
Во время учёбы в Миддлбери-колледж в Вермонте, она заинтересовалась актёрством. Затем она обучалась в Американском консерваторском театре, где получила степень магистра изящных искусств.

## Карьера
Снимается в кино с 1996 года. Всего сыграла более чем в 20-ти фильмах и телесериалах.
Среди телевизионных работ Белнап роли первого плана в «Медицинском расследовании» и «Обработчике», роль второго плана в «Дедлайне», а также гостевые роли в шоу «Закон и порядок», «Закон и порядок: Специальный корпус» и «Без следа».
Белнап появилась в фильме «Алхимия» и дебютировала в полнометражном фильме «Ловушка реальности».
Белнап присоединилась к актёрскому составу долгоиграющей криминальной драмы «C.S.I.: Место преступления Нью-Йорк» в роли Детектива Линдси Монро в 2005 году в эпизоде второго сезона «Зоопарк Йорк».
Среди её сценических работ роли в постановке Офф-Бродвея «Метаморфозы» в Second Stage Theater в Нью-Йорке, также играла на сценах Mark Taper Forum, Old Globe Theatre, Westport Country Playhouse и Williamstown Theatre Festival.

## Личная жизнь
С августа 2004 года Анна замужем за Эриком Сигелом, своим коллегой по Rude Mechanicals Theater Company в Нью-Йорке. У супругов есть двое детей — дочь Олив Сигел (род. 14.01.2007) и сын Джордж Сигел (род. 06.02.2009).
Во время съёмок в шоу «C.S.I.: Место преступления Нью-Йорк» один из эпизодов описывает то, что она была укушена коброй. Это событие было использовано для сокращения её времени на экране во время первой беременности (что, в отличие от её второй беременности, не было вписано в сценарий шоу). Она также уехала домой в Монтану в эпизоде, чтобы засвидетельствовать в суде в целях сокращения её времени на экране. Её вторая беременность была вписана в сценарий нескольких эпизодов пятого сезона, в котором у её героини и мужа Дэнни Мессера рождается дочь.